# Moscow River Cup
Moscow River Cup byl profesionální tenisový turnaj žen hraný v ruském hlavním městě Moskvě. Založen byl v roce 2018 jako součást kategorie WTA International. Dějištěm se stal největší ruský tenisový areál, Mezinárodní tenisové centrum Juana Antonia Samaranche, s otevřenými antukovými dvorci.
Rozpočet události, hrané v červencovém termínu, v roce 2018 činil 750 000 amerických dolarů a prize money pro hráčky dosáhly částky 626 750 dolarů. Po čínském Shenzhen Open se tak stal druhým turnajem kategorie International s maximálním rozpočtem, když dotace ostatních události dosáhla výše čtvrt milionu dolarů. Do soutěže dvouhry nastupovalo třicet dva tenistek a čtyřhry se účastnilo šestnáct párů.
V kalendáři WTA Tour nahradil antukový Ericsson Open hraný v témže období v Båstadu. Spoluorganizátory se staly ruská marketingová společnost ONE SGM za podpory Tenisové akademie Alexandra Ostrovského a Ruské tenisové federace. V Moskvě byla hrána také společná událost mužů a žen Kremlin Cup. Moscow River Cup navázal na halový Moscow Ladies Open, který se odehrával v sezónách 1989–1995.
Po jednom odehraném ročníku přemístili držitelé pořadatelských práv turnaj do lotyšské Jūrmaly a změnili název na Baltic Open.

## Přehled finále

### Dvouhra
| Rok  | vítězka           | finalistka            | výsledek           |
| ---- | ----------------- | --------------------- | ------------------ |
| 2018 | Olga Danilovićová | Anastasija Potapovová | 7–5, 6–7(1–7), 6–4 |

### Čtyřhra
| Rok  | vítězka                                | finalistka                              | výsledek |
| ---- | -------------------------------------- | --------------------------------------- | -------- |
| 2018 | Anastasija Potapovová Věra Zvonarevová | Alexandra Panovová Galina Voskobojevová | 6–0, 6–3 |